# Wilhelm von Winterfeld (General, 1821)
Wilhelm Friedrich Karl August von Winterfeld (* 28. März 1821 in Insterburg; † 17. Februar 1904 in Potsdam) war ein preußischer Generalleutnant.

## Leben

### Herkunft
Wilhelm war ein Sohn des preußischen Oberstleutnants Friedrich von Winterfeld (1785–1865) und dessen Ehefrau Mathilde, geborene von Schack (1800–1887).

### Militärkarriere
Winterfeld besuchte die Kadettenhäuser in Potsdam und Berlin. Anschließend wurde er am 15. August 1838 als Sekondeleutnant dem 5. Kürassier-Regiment der Preußischen Armee überwiesen. Von September 1844 bis August 1847 war er zum Kavalleriestamm des III. Bataillons im 4. Landwehr-Regiment und ab Oktober 1847 auf ein Jahr zur Lehr-Eskadron kommandiert. Winterfeld diente von Mitte April 1850 bis Mitte Oktober 1854 als Regimentsadjutant. Zwischenzeitlich im Juni 1852 zum Premierleutnant befördert, stieg Winterfeld am 7. Oktober 1854 zum Rittmeister auf und war ab dem 18. Oktober 1854 als Eskadronführer zum 5. schweren Landwehr-Reiter-Regiment kommandiert. Mit der Ernennung zum Eskadronchef kehrte er am 9. März 1858 in sein Stammregiment zurück und war im Jahr 1859 während der Mobilmachung anlässlich des Sardinischen Krieges Eskadronführer beim mobilen 5. schweren Landwehr-Reiter-Regiment. Als Major und etatsmäßiger Stabsoffizier nahm Winterfeld im Deutschen Krieg 1866 an den Gefechten bei Zwickau und Abtsdorf sowie der Schlacht bei Königgrätz teil. Für sein Wirken erhielt er den Roten Adlerorden IV. Klasse mit Schwertern.
Nach dem Krieg wurde Winterfeld am 30. Oktober 1866 zum Kommandeur des Ostpreußischen Kürassier-Regiments Nr. 3 ernannt und avancierte in dieser Stellung bis Mitte Juni 1869 zum Oberst. Er führte seinen Verband während des Krieges gegen Frankreich 1870/71 in den Schlachten bei Gravelotte und Beaune-la-Rolande sowie in den Gefechten bei Vendôme, Azay, Villeporcher und Monnaie. Ausgezeichnet mit dem Eisernen Kreuz II. Klasse wurde er nach dem Friedensschluss unter Stellung à la suite seines Regiments am 15. August 1872 mit der Führung der 8. Kavallerie-Brigade beauftragt. Am 2. November 1872 erfolgte seine Ernennung zum Kommandeur dieser Brigade sowie am 2. September 1873 die Beförderung zum Generalmajor. Winterfeld erhielt Mitte September 1876 den Roten Adlerorden II. Klasse mit Eichenlaub und Schwertern am Ringe und wurde drei Monate später unter Verleihung des Charakters als Generalleutnant mit Pension zur Disposition gestellt.

### Familie
Winterfeld hatte sich am 15. Oktober 1845 in Bischdorf mit Laura von Kurowski (1825–1875) verheiratet. Aus der Ehe gingen folgende Kinder hervor:
- Georg (1846–1891), preußischer Major ⚭ Valeska Gräfin von Schmettow (1855–1895)
- Detlof (1848–1890), preußischer Major
- Sigismund (1853–1890), preußischer Rittmeister
- Mathilde (* 1858) ⚭ Adolf von Fetter (1846–1919), preußischer General der Infanterie
- Fritz (* 1866), preußischer Rittmeister

Fritz-Detlof von Winterfeldt war sein Enkel.